# Kienberg (Allgäuer Alpen)
Der Kienberg ist ein 1536 m ü. NHN hohes und gut 3 km langes Bergmassiv zwischen Achtal und Vilstal in den Tannheimer Bergen der Allgäuer Alpen. Dieses liegt auf dem Gebiet der Gemeinde Pfronten im Landkreis Ostallgäu.

## Umgebung und Aufbau
Das Bergmassiv ist die nördliche Grenze der Tannheimer Berge. Es liegt südlich des Edelsberges (1630 m ü. NHN) und des Vilstales und nördlich des Breitenbergs (1838 m ü. NHN) und des Achtales. Im Westen schließen das Himmelreich und der Westerkienberg (1488 m ü. NHN) an. Östlich schließt der Vordere Kienberg (1384 m ü. NHN) an. Östlich von Letzterem liegen die Hauptsiedlungen der Gemeinde Pfronten.
Rund 1 km östlich des 1536 m ü. NHN hohen Hauptgipfels liegt der 1452 m ü. NHN hohe Nebengipfel Schnalskopf.

## Touren und Stützpunkte
Auf den Kienberg und seinen Kamm selbst gibt es keine angelegten Steige, jedoch gibt es einige Wanderwege um das Massiv herum. So findet sich z. B. der Waldpfad Im Ascha bei Pfronten-Dorf am Hang des Kienbergs.
Stützpunkte in Nähe zum Kienberg sind:
- Milchhäusle, Pfronten-Dorf
- Bärenmoosalpe
- Fallmühle, Pfronten-Dorf
- Vilstalsäge, Pfronten-Ried

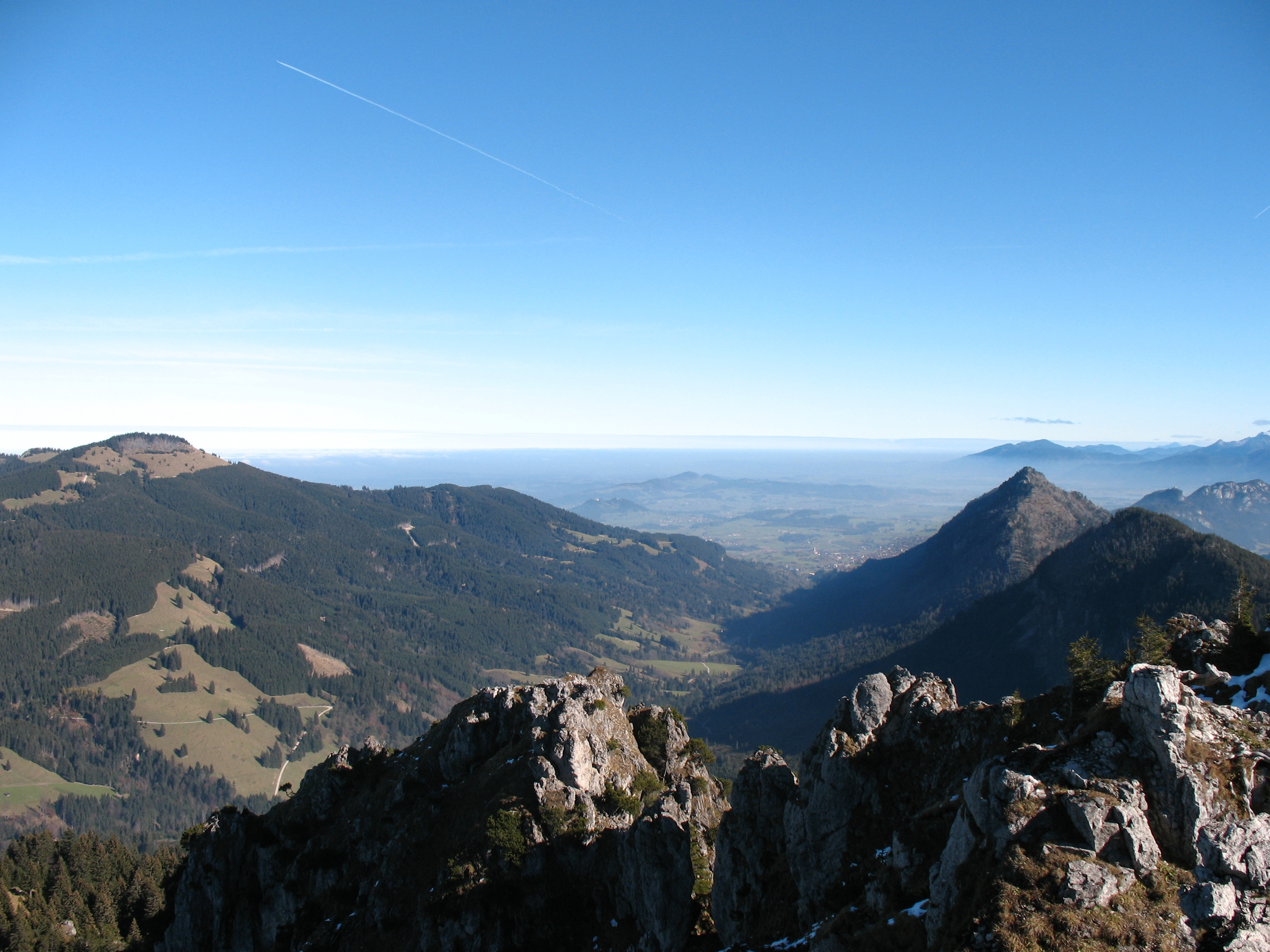
Blick vom Schönkahler (1688 m)
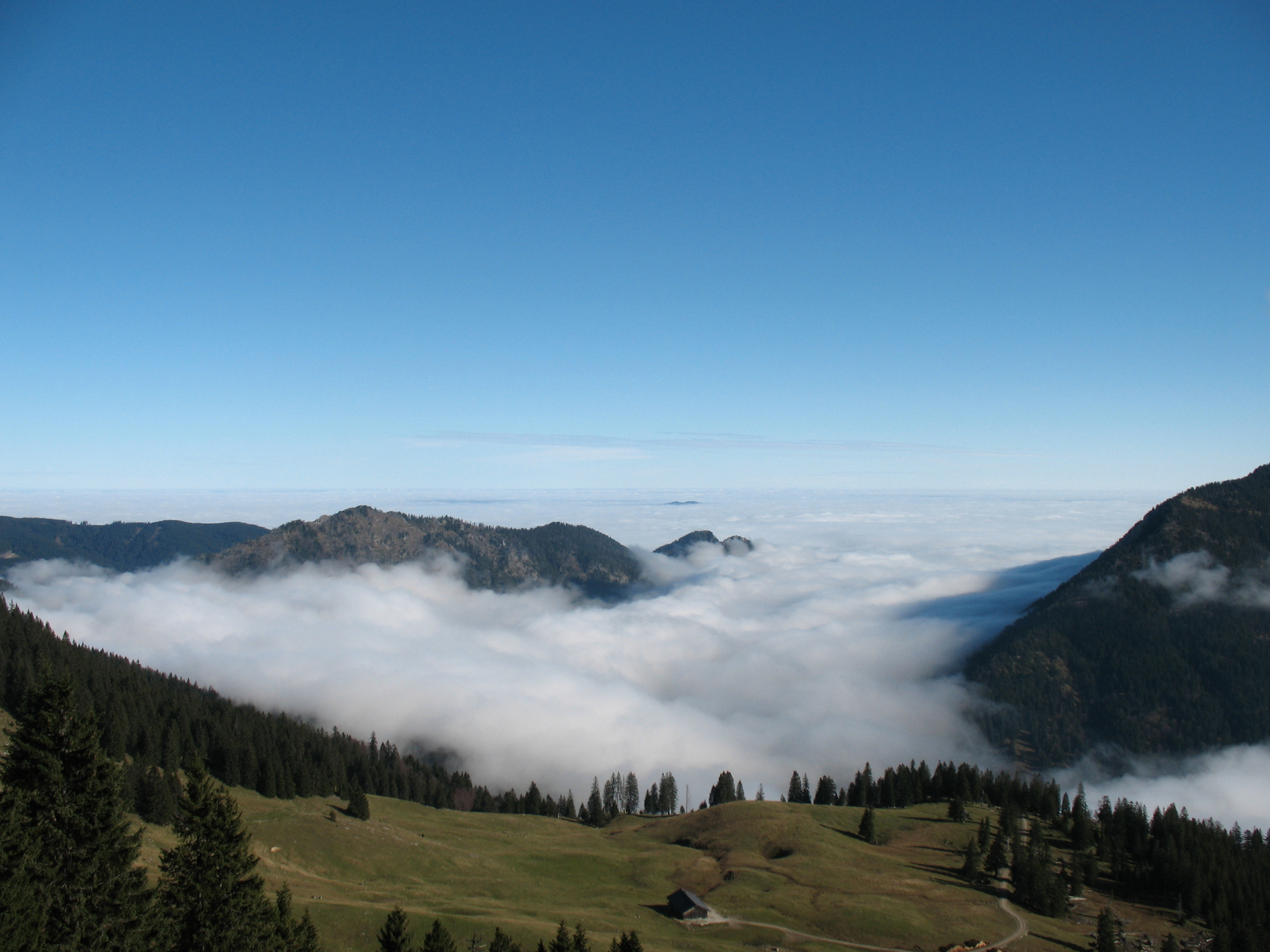
Blick vom Schönkahler auf Westerkienberg (links), Breitenberg (rechts) und Kienberg (Mitte)

### Wanderführer
- Dieter Seibert: Alpenvereinsführer – Allgäuer Alpen und Ammergauer Alpen. 18. Auflage. Bergverlag Rother, München 2013, ISBN 978-3-7633-1126-2.

### Kartenmaterial
- Tannheimer Berge, Köllenspitze, Gaishorn (Alpenvereinskarte BY5) (1:25.000), Deutscher Alpenverein (Hrsg.), Bayerische Vermessungsverwaltung, München 2015, ISBN 978-3-937530-45-1.
- Tannheimer Tal (Blatt 04) (1:35.000), Kompass, Ostfildern 2017, ISBN 978-3-85491-644-4.
- Zumstein Wanderkarte Pfronten (Nr. 2p) (1:30.000), AVA-Verlag Allgäu, Kempten, ISBN 978-3-941869-23-3.